# La Rubia de Málaga
La Rubia de Málaga (1861 - 1925) fue una cantaora española. A pesar de su pseudónimo se desconoce su lugar de nacimiento exacto, siendo Málaga o Valencia las principales candidatas. En cuanto a su nombre de pila se cree que era o Francisca o María. Muchas de estas contradicciones acerca de su vida se deben a confusiones entre La Rubia de Málaga y Encarnación Santisteban Elamade "La Rubia", cantaora que compartía nombre artístico.
Se sabe que era una cantaora de bastante éxito. También se conoce que tras la muerte de Manuel Reyes Osuna "El Canario", cantaor de mucho renombre en su época; asesinado a manos del padre de ella en el año 1885, tuvo que trasladarse a Madrid para cantar en distintos cafés cantantes. Esto se debió a que el mismo público que con tanto cariño la aplaudió en el café de Silverio la fue ignorando a raíz de la muerte de su rival.
La Rubia de Málaga destacó en los cafés cantantes de su época. En 1881 actuó en el casino de Almería, en Sevilla trabajó en el café de Silverio y El Burrero, donde permaneció hasta la muerte de El Canario. Después del incidente se movió a Madrid. 
Francisca Colomer fue la modelo para representar al ángel Rafael en la obra Arcángel San Rafael del artista cordobés Julio Romero de Torres en 1925.